# Cream
Cream byla britská rocková skupina založená v Londýně roku 1966. Skupinu tvořili baskytarista Jack Bruce, kytarista Eric Clapton a bubeník Ginger Baker. Bruce byl považován za hlavního skladatele a zpěváka kapely, přestože se na tvorbě kapely aktivně podíleli i Clapton a Baker. Skupinu tvořili členové dříve úspěšných kapel, proto jsou Cream obecně považováni za první superskupinu na světě. Skupina byla velmi oceňována za instrumentální dovednosti každého člena skupiny. Napjaté vztahy mezi Brucem a Bakerem zapříčinily rozpad skupiny roku 1968, ještě tentýž rok se ale skupina rozhodla nahrát poslední album Goodbye a absolvovat koncertní turné, které vyvrcholilo dvěma rozlučkovými koncerty v Royal Albert Hall konaných 25. a 26. listopadu 1968. Z koncertu byl pořízen snímek, který byl uveden v divadlech a v roce 1977 vyšel jako domácí video s názvem Farewell Concert.
Jejich hudbu pokrývalo mnoho žánrů rockové hudby, včetně blues rocku ("Crossroads", "Born Under a Bad Sign"), psychedelického rocku ("Tales of Brave Ulysses", "White Room") a hard rocku ("Sunshine of Your Love", "SWLABR"). Během své kariéry prodali více než 15 milionů nosičů po celém světě. Třetí album skupiny Wheels of Fire (1968) je zároveň prvním dvojalbem na světě, které získalo platinový certifikát.
V roce 1993 byli Cream uvedeni do Rock and Roll Hall of Fame. Roku 2006 získali Cenu Grammy za celoživotní dílo. Časopis Rolling Stone skupinu v letech 2006 a 2011 zařadil na 66., resp. 67. místo v seznamu „100 největších umělců všech dob“. Hudební televize VH1 ji zas zařadila na 16. příčku mezi „100 největších hard rockových umělců“.

## Historie

### Formování (1966)
V červenci 1966 si Eric Clapton, díky angažmá ve skupinách The Yardbirds a John Mayall & the Bluesbreakers získal pověst předního bluesového kytaristy v Británii. Clapton chtěl ale své kytarové dovednosti posunout výše, proto se rozhodl z Mayallova souboru odejít. V roce 1966 se Clapton setkal s Gingerem Bakerem, tehdejším bubeníkem Graham Bond Organization, tam rovněž působil i Jack Bruce, baskytarista, pianista a hráč na foukací harmoniku. Baker cítil znechucení ze zpěváka Grahama Bonda, který se potýkal se závislostí na drogách a záchvaty duševní nestability. „Ginger se mi vždycky líbil,“ vysvětlil Clapton. „Ginger se na mě přišel podívat, jak hraju s Bluesbreakers. Po koncertě mě ve svém voze Rover odvezl zpět do Londýna. Jeho auto a řízení na mě udělalo velký dojem. Říkal mi, že chce založit kapelu, a já jsem o tom také přemýšlel.“
Oba byli navzájem fascinováni svými hráčskými schopnostmi a proto Baker přiměl Claptona, aby se připojil k jeho nové, tehdy ještě nepojmenované skupině. Clapton okamžitě souhlasil s podmínkou, že Baker přijme do kapely i basistu Bruce; podle Claptona byl Baker jeho návrhem natolik překvapen, že málem havaroval s autem. Clapton se s Brucem seznámil, v době kdy krátce působil ve skupině Bluesbreakers v listopadu 1965; oba také společně nahrávali ve skupině Powerhouse (kde hráli i Steve Winwood a Paul Jones). Bruce na Claptona udělal dojem, zejména díky jeho zpěvu a technickým zdatnostem, toho přesvědčilo s ním neustále spolupracovat.
Navzdory tomuto faktu, byly proslulé hádky mezi Bakerem a Brucem, už od dob kdy oba hráli ve skupině Grahama Bonda. Jejich nepřátelský vztah mnohdy přerůstal v boj na jevišti a sabotáží nástrojů toho druhého. Baker se snažil Bruce z kapely několikrát vyhodit, Bruce ale přesto na koncerty dojížděl, nakonec však ustoupil, poté co mu Baker vyhrožoval pobodáním nožem.
Baker a Bruce se snažili své hádky překonat ve prospěch Bakerova vznikajícího nového tria, které si představoval jako vzájemnou spolupráci, přičemž každý člen by přispíval k psaní textů a hudby. Kapela byla pojmenována „Cream“, protože Clapton, Bruce a Baker byli na explodující britské hudební scéně považováni za „krém úrody“. Zpočátku byla skupina označována jako „The Cream“, nahrávky této skupiny však vycházely pod názvem „Cream“. I přes tuto skutečnost byla skupina promotéry a diskžokeji stále zvaná jako „The Cream“, stejně tak skupinu pojmenovávali i samotní členové, do té doby než se ustálil název „Cream“. V Británii měl z trojice největší reputaci Clapton, zatímco v USA byl prakticky neznámý, protože opustil The Yardbirds předtím, než se singl „For Your Love“ dostal na desítku americké hitparády.
Skupina poprvé (neoficiálně) vystoupila v manchesterském klubu Twisted Wheel dne 29. července 1966. Jejich oficiální koncertní debut se konal o dva dny později na šestém ročníku jazzové a bluesové festivalu Windsor. Cream během představení předvedli několik vlastních písní a bluesových improvizací, které publikum nadchly a vysloužila si proto obrovský úspěch.

## Členové skupiny
- Eric Clapton – kytara, zpěv
- Jack Bruce – zpěv, basová kytara
- Ginger Baker – bicí

## Diskografie

### Studiová alba
- Fresh Cream – 1966
- Disraeli Gears – 1967
- Wheels of Fire – 1968 (dvojalbum – In the Studio a Live at the Fillmore)
- Goodbye – 1969